# I Get Around
"I Get Around" é um single do rapper Tupac Shakur do seu segundo álbum de estúdio Strictly 4 My N.I.G.G.A.Z., com participações especiais de Shock G e Money-B ambos do grupo Digital Underground. O single tem como tema 2Pac se gabando de sua popularidade com as mulheres.
Shock G lembra que a faixa foi escrita, no livro How to Rap, mencionando que 2Pac escreveu a letra para o ritmo depois de ouvir por um tempo (e não sem bater).
A canção foi bem-sucedida em vendas e tornou-se o primeiro single de 2Pac no Top 20 da Billboard. Ela alcançou a posição #11 na Billboard Hot 100 e adquiriu certificado de ouro em vendas. A canção foi incluída na coletânea Greatest Hits. A música é classificada em #14 lugar na lista das 100 Maiores Canções de Hip Hop pela VH1.[carece de fontes?]

## Videoclipe
O videoclipe da música se passa em uma piscina com 2Pac, Shock G e Money-B com várias mulheres negras de biquini.